# William Henry Buchanan Mirrless
William Henry Buchanan Mirrless, britanski general, * 1892, † 1964.